# نمرية
النمرية (الاسم العلمي: Pantherinae) هي فصيلة فرعية من السنوريات. جرت تسميته ووصفه لأول مرة من قبل ريجنالد إنس بوكوك في عام 1917 على أنه يشمل فقط أنواع النمر، ولكنه أصبح لاحقًا يشمل أيضًا النمر الملطخ (جنس نيوفيليس). وتتحدر النمرية وراثيًا من سلف مشترك منذ ما بين 9.32 إلى 4.47 مليون سنة مضت ومن 10.67 إلى 3.76 مليون سنة مضت.

## الصفات
تتميز أنواع النمرية بعظم لامي متحجر بشكل غير كامل مع أوتار مرنة تمكن الحنجرة من الحركة. كما تمتلك رطبة أنف مسطحة بالكاد تصل إلى الجانب الظهري من الأنف. والمنطقة بين فتحتي المنخر ضيقة، وغير ممتدة إلى الجانبين كما في السنوراوات.
تمتلك أنواع النمر طية حبل صوتي واحدة مستديرة مع غشاء مخاطي سميك، وعضلة درقية طرجهالية، وعضلة حلقية درقية كبيرة ذات أغشية طويلة وضيقة. وتتيح الطية الصوتية التي يزيد طولها عن 19 ملم (0.75 بوصة) لأنواعها الزئير، ما عدا نمر الثلج الذي يمتلك طيات صوتية أقصر تبلغ 9 ملم (0.35 بوصة) توفر مقاومة أقل لتدفق الهواء؛ وكان هذا التمييز أحد أسباب اقتراح الاحتفاظ به في جنس أنشيا.

## التطور
نشأت السنوريات في آسيا الوسطى في أواخر العصر الميوسيني. وتباينت فصيلة النمرية الفرعية من السنوريات منذ ما بين 14.45 إلى 8.38 مليون سنة و16.35 إلى 7.91 مليون سنة مضت. وجرى وصف عدة أحافير لأنواع النمر:
- نمر بلايثا ربما يكون أقدم أنواع النمر المعروفة التي عاشت خلال العصر البليوسيني المبكر (الزانكلي)، على الرغم من أن أحدث عينات الميوسين المحتملة وموقعها التصنيفي ضمن جنس النمر موضع تساؤل، وربما تنتمي إلى جنس مختلف وفصيلة فرعية من السنوريات.
- النمر القديم عاش في العصر البليستوسيني المبكر منذ نحو مليوني سنة في شمال شرق آسيا.
- ببر لونغدان يعود تاريخه إلى 2.55 إلى 2.16 مليون سنة مضت.
- نمر كامبوسزويجينسيس عاش منذ نحو 2 إلى 0.35 مليون سنة في أوروبا.
- نمر يونغي عاش في العصر البليستوسيني منذ نحو 0.69 إلى 0.42 مليون سنة في الصين.
- نمر سبيليا عاش في أوروبا بعد المرحلة الثالثة بين العصر الجليدي الكروميري منذ نحو 450.000 إلى 14.000 سنة مضت.
- نمر أتروكس عاش في أمريكا الشمالية خلال العصر الجليدي وأوائل عصر الهولوسين منذ نحو 340.000 إلى 11.000 سنة.
- نمر شاوي كان قطًا يشبه الأسد في جنوب أفريقيا ومن المحتمل أنه عاش في أوائل العصر البليستوسيني.
- نمر بالامويديز عاش في شبه جزيرة يوقطان في المكسيك خلال العصر البليستوسيني. ويعتبر بعض الباحثين أن هذا النوع دب وليس نمر.

كما جرى وصف أحفورة إضافية من جنس ليونتوسيريكس في عام 1938.
وهناك أدلة على وجود علامات مميزة لجينوم الميتوكوندريا للسنوريات.
تشير نتائج دراسة تعتمد على الحمض النووي إلى أن النمر (الببر) تفرع أولًا، يليه اليغور (أونسا)، ثم الأسد (ليو)، ثم النمر (باردوس)، ونمر الثلج (أنشيا).
يعتبر الآن فيليس باميري، الذي كان يُشار إليه سابقًا باسم ميتيلوروس، قريبًا محتملًا للنمرية الموجودة وجرى نقله إلى جنس ميوبانثيرا.

## التصنيف
عرّف بوكوك في الأصل النمرية على أنها تضم أجناس النمر والأنشيا. واليوم يصنف الأنشيا ضمن جنس النمر، وجنس النمر الملطخ متضمن أيضًا.

### الأجناس الحية
يوضح الجدول التالي الأصناف الموجودة داخل النمرية، مجمعة وفقًا لتصنيف النمط الظاهري التقليدي.
| الاسم العام      | الاسم العلمي والأنواع الفرعية                                                                   | التوزع                                  | الحجم والبيئة | حالة الاتحاد الدولي لصون الطبيعة والعدد المقدر |
| النمر الملطخ     | نيبيلوسا (غريفيث. 1821)                                                                         | وسط نيبال إلى جنوب شرق آسيا وجنوب الصين | الحجم: من الرأس إلى الجسم 68.6–108 سم (27.0–42.5 بوصة) وذيل طويل 61–91 سم (24–36 بوصة) الموئل: الغابات والشجيرات النظام الغذائي: ثدييات متوسطة الحجم وصغيرة الحجم تعيش على الأرض وفي الأشجار، وكذلك الطيور. | نوع مهدد بخطر انقراض أدنى 3.700-5.600          |
| نمر سوندا الملطخ | دياردي (جورج كوفييه. 1823) نوعان فرعيان: بورنينسيس (نمر بورنيو الملطخ) دياردي (نمر ملطخ سومطري) | أجزاء من سومطرة وبورنيو                 | الحجم: الطول 69–108 سم (27–43 بوصة)، الذيل 61–91 سم (24–36 بوصة) الموئل: الغابة النظام الغذائي: ثدييات متوسطة الحجم وصغيرة الحجم                                                                            | نوع مهدد بخطر انقراض أدنى 4.500                |

| جنس النمر – أوكين – خمسة أنواع |                                                  | | |                                                |
| الاسم العام                    | الاسم العلمي والأنواع الفرعية                    | التوزع | الحجم والبيئة | حالة الاتحاد الدولي لصون الطبيعة والعدد المقدر |
| يغور                           | أونسا (لينيوس.1758)                              | مساحات واسعة من أمريكا الجنوبية وأمريكا اللاتينية، وأريزونا في الولايات المتحدة                                      | الحجم: الطول 110–170 سم (43–67 بوصة)، الذيل 44–80 سم (17–31 بوصة) الموئل: الغابات والشجيرات والأراضي الرطبة الداخلية والسافانا والأراضي العشبية النظام الغذائي: مجموعة متنوعة من الثدييات والزواحف والطيور، ويفضل ذوات الحوافر                   | نوع قريب من الخطر عدده غير معروف               |
| نمر                            | باردوس (لينيوس. 1758) ثمانية أنواع فرعية         | جزء كبير من أفريقيا جنوب الصحراء الكبرى والشرق الأوسط وشبه القارة الهندية والقوقاز في أوروبا وجنوب شرق آسيا وسيبيريا | الحجم: الطول 91–191 سم (36–75 بوصة)، الذيل 51–101 سم (20–40 بوصة) الموئل: الغابات والصحراء والمناطق الصخرية والمراعي والسافانا والشجيرات النظام الغذائي: ذوات الحوافر، وكذلك الثدييات الأخرى، والحشرات، والزواحف، والطيور                        | نوع مهدد بخطر انقراض أدنى عدده: غير معروف      |
| أسد                            | ليو (لينيوس. 1758) نوعان فرعيان: ليو ميلانوتشيتا | أفريقيا جنوب الصحراء الكبرى والهند                                                                                   | الحجم: الطول 137–250 سم (54–98 بوصة)، الذيل 60–100 سم (24–39 بوصة) الموئل: الغابات والمراعي والشجيرات والسافانا والصحراء النظام الغذائي: ذوات الحوافر مثل الظباء والحمار الوحشي والحيوانات البرية، بالإضافة إلى الثدييات الصغيرة والكبيرة الأخرى | نوع مهدد بخطر انقراض أدنى 23.000-39.000        |
| نمر الثلج                      | أونشيا (شريبر. 1775)                             | جبال الهيمالايا وتصل شمالًا إلى منغوليا                                                                               | الحجم: الطول 90-120 سم (35-47 بوصة)، الذيل 80-100 سم (31-39 بوصة) الموئل: الشجيرات والمناطق الصخرية والغابات والمراعي النظام الغذائي: الكابريد مثل الأغنام والماعز، وكذلك الثدييات الصغيرة والطيور                                               | نوع مهدد بخطر انقراض أدنى 2.700-3.400          |
| ببر                            | تايغرس (لينيوس. 1758)                            | أجزاء متفرقة من جنوب شرق آسيا وشبه القارة الهندية وسيبيريا                                                           | الحجم: الطول 150-230 سم (59-91 بوصة)، الذيل 90-110 سم (35-43 بوصة) الموئل: الشجيرات والغابات والمراعي النظام الغذائي: الغزلان والخنازير البرية، بالإضافة إلى مجموعة واسعة من الحيوانات الأخرى                                                    | نوع مهدد بالانقراض 2.600-3.900                 |